# Les Couleurs de la liberté
Les Couleurs de la liberté (Lado a Lado) est une telenovela brésilienne produite et diffusée entre le 10 septembre 2012 et le 8 mars 2013 sur TV Globo.
En France d'outre-mer, le feuilleton a été remonté en 105 épisodes de 45 minutes et diffusée entre le 9 janvier 2016 et le 29 avril 2017 sur le réseau Outre-mer La Première et entre le 29 mai 2017 et le 14 juillet 2017 sur France Ô.
En Afrique francophone et en France, la série est diffusée entre le 30 décembre 2016 et le 8 avril 2017 et rediffusée depuis le 4 janvier 2024 sur Nina Novelas.
La série est également disponible sur la chaîne YouTube Novelas Avenue depuis le 17 février 2024.
Les couleurs de la liberté est la quatre-vingtième novela das seis ou « série de six heures » du réseau Globo, c'est-à-dire qu'elle est la quatre-vingtième série à occuper le créneau horaire d'avant-soirée de 18 heures. Elle succède à la série Amor Eterno Amor.
Les couleurs de la liberté a pour cadre le Brésil du début du XXe siècle à Rio de Janeiro, et notamment les débuts de la République, la naissance de la samba et l'arrivée du football, ainsi que la transformation urbaine de Rio de Janeiro et la campagne de démolition des cortiços.
La télénovela a été lauréate avec International Emmy Award 2013.

## Synopsis
L'histoire raconte l'amitié de Laura (Marjorie Estiano), fille d'un aristocrate, et d'Isabel (Camila Pitanga), fille d'anciens esclaves, et leur lutte pour la libération de la femme et l'égalité raciale dans le Brésil de la Belle Époque. L'amitié entre les deux perturbe la mère de Laura, Constância (Patrícia Pillar), une baronne traditionaliste,,,.

## Distribution
| Acteur/Actrice       | Personnage,         |
| -------------------- | ------------------- |
| Marjorie Estiano     | Laura Assunção      |
| Camila Pitanga       | Isabel Nascimento   |
| Lázaro Ramos         | Zé Maria dos Santos |
| Thiago Fragoso       | Edgar Vieira        |
| Patrícia Pillar      | Constância Assunção |
| Werner Schünemann    | Dr Alberto Assunção |
| Alessandra Negrini   | Catarina Ribeiro    |
| Sheron Menezzes (pt) | Berenice            |
| Maria Padilha        | Diva Celeste        |
| Milton Gonçalves     | Seu Afonso          |
| Isabela Garcia       | Celinha             |
| Tuca Andrada         | Frederico Martins   |
| Maria Clara Gueiros  | Neusinha            |
| Caio Blat            | Fernando Vieira     |
| Cássio Gabus Mendes  | Bonifácio Vieira    |
| Bia Seidl            | Margarida Vieira    |
| Paulo Betti          | Mário Cavalcante    |
| Klebber Toledo       | Umberto             |
| Daniel Dalcin        | Teodoro             |
| Emílio de Mello      | Caio Guerra         |
| Christiana Guinle    | Carlota Passos      |
| André Arteche        | Luciano             |
| Zezeh Barbosa        | Jurema              |
| Marcello Melo        | Caniço              |
| Claudio Tovar        | Padre Olegário      |
| Susana Ribeiro       | Tereza Praxedes     |
| Guilherme Piva       | Delegado Praxedes   |
| Débora Duarte        | Eulália Praxedes    |
| Priscila Sol         | Sandra Praxedes     |
| Álamo Facó           | Quequé              |
| George Sauma         | Jonas               |
| Rui Ricardo Dias     | Percival            |
| Tião D'Ávila         | Isidoro             |
| Juliane Araújo       | Alice Passos        |
| Romis Ferreira       | Luiz Neto           |
| Laís Vieira          | Etelvina            |
| Jurema Reis          |                     |
| Beatriz Segall       | Madame Bensançon    |
| Maria Eduarda        | Eliete              |

## Distinctions

### Récompenses
- Prix CPG 2012[16],[17] :
  - Meilleurs costumes
  - Meilleurs décors
- Prix TV Press 2012[18] :
  - Meilleur auteur pour João Ximenes Braga et Cláudia Lage
  - Meilleure photographie pour Walter Carvalho
- Prix Noveleiros 2012[19],[20]:
  - Meilleure couple romantique de telenovela pour Laura (Marjorie Estiano) et Edgar (Thiago Fragoso)
  - La plupart envieux pour Berenice (Sheron Menezes)

- Prix Camélia de Ouro - CEAP (Centro de Articulação de Populações Marginalizadas) 2013[21]:
  - Véhicule de communication
- Prix Teledossiê 2013[22]:
  - Meilleur acteur enfant pour Cauê Campos
- Prix Extra 2013[23]:
  - Meilleurs costumes
- Prix Raça Negra[24]:
  - Meilleur acteur pour Zezé Barbosa
- Prix Diário Gaúcho[25]:
  - Meilleure telenovela
- International Emmy Awards 2013[26]:
  - Meilleure telenovela

### Nominations
- Prix Quem 2012[27] :
  - Meilleur acteur pour Thiago Fragoso
- Prix Noveleiros 2012[28] :
  - Meilleure telenovela
  - Meilleure actrice pour Patrícia Pillar
  - Meilleur antagoniste pour Constância (Patrícia Pillar) et Catarina (Alessandra Negrini)
  - La plupart envieux pour Fernando (Caio Blat)

- Prix Retrospectiva UOL 2013[29] :
  - Meilleure telenovela
  - Meilleure actrice pour Marjorie Estiano et Patrícia Pillar
  - Meilleur acteur pour Lázaro Ramos
  - Meilleure couple romantique de telenovela
- Prix Extra 2013[30] :
  - Meilleur acteur pour Thiago Fragoso et Lázaro Ramos
  - Meilleure actrice dans un second rôle pour Patrícia Pillar
  - Meilleure telenovela
  - Meilleur maquillage
- Prix Teledossiê (2013)[31]:
  - Meilleure telenovela
  - Meilleur acteur pour Thiago Fragoso
  - Meilleure actrice pour Marjorie Estiano et Patrícia Pillar
  - Meilleure actrice dans un second rôle pour Isabela Garcia
  - Meilleur acteur pour dans un second rôle pour Caio Blat
- Prix Contigo 2013[32],[33] :
  - Meilleure telenovela
  - Meilleure actrice pour Marjorie Estiano
  - Meilleur acteur pour Thiago Fragoso
  - Meilleur acteur enfant pour Cauê Campos
  - Meilleur auteur pour João Braga Ximenes et Cláudia Lage
  - Meilleur réalisateur pour Denis Carvalho
- Prix Diário Gaúcho[34]:
  - Meilleur acteur pour Thiago Fragoso et Lázaro Ramos
- Prix APCA[35]:
  - Meilleur acteur pour Lázaro Ramos
- Prix Transbrasiltv 2013[36] :
  - Meilleure actrice pour Marjorie Estiano

## Diffusion internationale
- Rede Globo (2012-2013)
- Réseau Outre-Mer première (2016-2017)
- France Ô (2017)
- BBC 1 (à partir du 25 décembre 2017)

## Thématique et répercussion dans les médias et les réseaux sociaux
- Les discussions sur Laura (Marjorie Estiano) et Isabel (Camila Pitanga) sur le machisme, l'émancipation des femmes et la liberté sexuelle des femmes[37],[38],[39].
- La représentation des femmes et des Noirs en tant qu'agents historiques dans leur lutte pour l'égalité[40],[41].
- Divorce Laura et Edgar (Thiago Fragoso), au début du siècle XXe, et préjudices subis par les femmes divorcées (comme Laura)[42],[43],[44],[45],[46],[47].
- Le drame des enfants illégitimes, représentée par Isabel et Albertinho (Rafael Cardoso), Edgar et Catarina (Alessandra Negrini) et autres[48],[49].
- Le harcèlement sexuel et tentative de viol de Laura[50],[51].
- Les discussions sur la liberté religieuse et l'intégration de la culture afro-brésilienne (candomblé, samba et capoeira), représentée en lors de l'arrestation de Tia Jurema (Zezé Barbosa) et les activités artistiques de José Maria (Lázaro Ramos) et Isabel[52],[53],[54],[55].
- Le préjudice subi par les mères célibataires (comme Isabel et Catarina), par les femmes qui voulaient avoir une carrière (comme Laura), et l'inclusion sociale et culturelle des classes inférieures et d'origine africaine – comme José Maria et Isabel –, après la fin de l'esclavage et monarchie[56].
- L'admission de Laura dans un sanatorium, pour avoir été studieuse et récalcitrante[57],[58],[59],[60].
- L'origine du football au Brésil par l'élite, et l'exclusion des classes inférieures[61],[62],[63].
- Le « mouvement Laured » (abréviations des noms Laura et Edgar) en référence au couple populaire, Laura et Edgar[64],[65],[66],[67],[68].
- Les performances de Patrícia Pillar et Marjorie Estiano parmi les critiques de télévision[69],[70],[71],[72],[73],[74],[75],[76],[77],[78],[79].

La telenovela a été saluée par l'écrivain Ariano Suassuna. Le succès du personnage Laura a conduit à la publication du livre Laura, une histoire alternative de la jeune féministe, par la Biblioteca 24 Horas,. Le dernier chapitre de Lado a Lado a été diffusé la Journée internationale de la femme, aussi l'anniversaire de l'actrice Marjorie Estiano, qui était une féministe dans l'histoire,,.